# Liste der Monuments historiques in Messanges (Côte-d’Or)
Die Liste der Monuments historiques in Messanges führt die Monuments historiques in der französischen Gemeinde Messanges auf.

## Liste der Objekte
| Bezeichnung                                       | Beschreibung                                               | Standort                                         | Kennzeichnung | Schutzstatus | Datum | Bild |
| ------------------------------------------------- | ---------------------------------------------------------- | ------------------------------------------------ | ------------- | ------------ | ----- | ---- |
| Grabstein für Philibert Belin und Jeanne Le Blanc | Kalkstein, bezeichnet 1679 und 1684                        | in der Kirche Notre-Dame-de-la-Visitation (Lage) | PM21001471    | Classé       | 1923  |      |
| Skulptur Heiliger Nikolaus                        | Kalkstein, farbig gefasst, 15. Jahrhundert                 | in der Kirche Notre-Dame-de-la-Visitation (Lage) | PM21001472    | Classé       | 1976  |      |
| Skulptur Petrus                                   | Holz oder Stein, farbig gefasst, Ende des 16. Jahrhunderts | in der Kirche Notre-Dame-de-la-Visitation (Lage) | PM21003693    | Inscrit      | 1976  |      |
| Skulptur Madonna mit Kind                         | Holz oder Stein, farbig gefasst, Ende des 16. Jahrhunderts | in der Kirche Notre-Dame-de-la-Visitation (Lage) | PM21003694    | Inscrit      | 1976  |      |
| Glocke                                            | Bronze, 1545 gegossen                                      | in der Kirche Notre-Dame-de-la-Visitation (Lage) | PM21005240    | Classé       | 2003  |      |